# Риксованный бизнес
«Риксованный бизнес» (англ. Ricksy Business) — одиннадцатый, заключительный эпизод первого сезона американского мультсериала «Рик и Морти». Сценарий к эпизоду написали Райан Ридли и Том Кауфман, а режиссёром выступил Стивен Сандовал.
Название эпизода отсылает к фильму «Рискованный бизнес» (1983).
Премьера эпизода состоялась 14 апреля 2014 года в блоке Adult Swim на Cartoon Network. Эпизод посмотрели около 2,1 миллиона зрителей во время выхода в эфир.

## Сюжет
Джерри и Бет участвуют в реконструкции Титаника, но корабль неожиданно не тонет. Джерри проводит некоторое время наедине с Люси, уборщицей, которая в конечном итоге оказывается невменяемой фанаткой фильма, заставляя его под прицелом имитировать сцены с ней. Она почти насилует Джерри, но Бет спасает его.
Между тем, Рик, остаётся ответственным за Морти и Саммер, но у них большая вечеринка. Среди гостей — подростки, инопланетяне, Шестерёнкоголовый, Сквончи, альтернативные Рики и Аврадольф Линклер (комбинация ДНК Адольфа Гитлера и Авраама Линкольна). Они не только создают беспорядок, но и весь дом случайно отправляется в другое измерение, где Линклер, по-видимому, умирает (на самом деле он выживает). В конце концов, гостей прогоняют, а дом возвращают на место. У Рика, Морти и Саммер есть всего несколько минут до прибытия Бет и Джерри, поэтому они используют хитроумное приспособление, чтобы остановить время, позволяя им отремонтировать дом. Они смотрят Титаник и единодушно соглашаются, насколько он ужасен.
В сцене после титров гигантские инопланетные звери многократно вставляют и высовывают Линклера и подростка с вечеринки в свои тела.

## Отзывы
Джо Матар из Den of Geek похвалил эпизод, поставив ему четыре из пяти звёзд, заявив, что «речь идёт не столько о сюжете, сколько о том, чтобы бросать нам нелепые научно-фантастические вещи за вещами, делая серию своего рода количеством, а не качеством. Но это не совсем так, потому что все научно-фантастические материалы довольно качественные. Одноразовые персонажи доставляют массу абсурдного удовольствия, и есть несколько фантастических острот». Зак Хэндлен из The A.V. Club дал эпизоду оценку A-, заявив, что «вот и конец первого сезона, с эпизодом, который прочно сидит в зоне комфорта шоу; ничего примечательного, ничего особо не вызывающего, но неизменно изобретательный, забавный и ровно столько сладости, чтобы оттенить кислое».